# Zolotyje roga
Zolotyje roga (russisk: Золотые рога) er en sovjetisk spillefilm fra 1972 af Aleksandr Rou.

## Medvirkende
- Raisa Rjazanova som Jevdokia
- Volodja Belov som Kirill
- Ira Tjigrinova som Masjenka
- Lena Tjigrinova som Dasjenka
- Georgij Milljar som Jaga